# Isabela Córdoba
Isabela Córdoba (Bogotá, 22 de junio de 1986) es una actriz de cine, teatro y televisión colombiana, reconocida por su participación en series de televisión como La magia de Sofía, Vecinos, Polvo carnavalero y Garzón vive.

## Carrera
Isabela nació en la ciudad de Bogotá el 22 de junio de 1986. Tras cursar estudios en academias y talleres de actuación en su ciudad, logró en 2007 un pequeño papel en la serie de televisión Sin vergüenza, donde encarnó a Raquel entre un elenco internacional conformado por Ivonne Montero, Gaby Espino y Margarita Ortega, entre otros. Un año después apareció en la telenovela Vecinos con el papel de "Tata", una caprichosa joven. Este papel le valió el reconocimiento nacional.
En 2010 logró su primer papel protagónico cuando encarnó a María Clara en la telenovela infantil de Caracol Televisión La magia de Sofía. Las santísimas de 2012 fue su siguiente producción televisiva, seguida de Tres Caínes, serie en la que interpretó el papel de Sofía. El mismo año interpretó el papel de Pilar en la serie Mentiras Perfectas. En el año 2016 debutó en el cine en la película de Dago García y Juan Camilo Pinzón; Polvo carnavalero. Tras el éxito de la cinta, fue producida una serie de televisión del mismo nombre en 2017 donde Isabela repitió su papel y compartió un elenco protagónico similar al de la película, conformado además por Johanna Cure, Rafael Zea y Víctor Hugo Morant. En 2018 integró el reparto de la serie Garzón vive, producción basada en la vida y obra del fallecido humorista Jaime Garzón.

## Filmografía

### Televisión
| Año       | Título                                | Personaje                     | Canal              |
| --------- | ------------------------------------- | ----------------------------- | ------------------ |
| 2023      | La vida después del reality           | Olga Lucia                    | Prime Vídeo        |
| 2020      | Decisiones: Unos ganan, otros pierden | Silvia                        | Telemundo          |
| 2019      | El general Naranjo                    |                               | Fox Premium        |
| 2018      | Garzón vive                           | Juanita Acosta                | Canal RCN          |
| 2017      | Infieles                              | Cristina Ep: Bienvenida Carla | Canal 1            |
| 2017      | Polvo carnavalero                     | María José Santamaría         | Caracol Televisión |
| 2016      | La viuda negra                        |                               | UniMas             |
| 2013-2014 | Mentiras perfectas                    | Pilar                         | Caracol Televisión |
| 2013      | Tres Caínes                           | Sofia                         | Canal RCN          |
| 2012-2013 | Las santísimas                        | Nadia Márquez                 | Canal RCN          |
| 2012      | Historias clasificadas                |                               | Canal RCN          |
| 2010      | La magia de Sofia                     | Maria Clara                   | Caracol Televisión |
| 2008-2009 | Vecinos                               | Natalia Camacho "Tata"        | Caracol Televisión |
| 2007      | Sin vergüenza                         | Raquel                        | Telemundo          |

## Cine
| Año  | Título            | Personaje             | Nota |
| ---- | ----------------- | --------------------- | ---- |
| 2016 | Polvo carnavalero | Maria Jose Santamaria |      |